# Mikulovice (Olomouc)

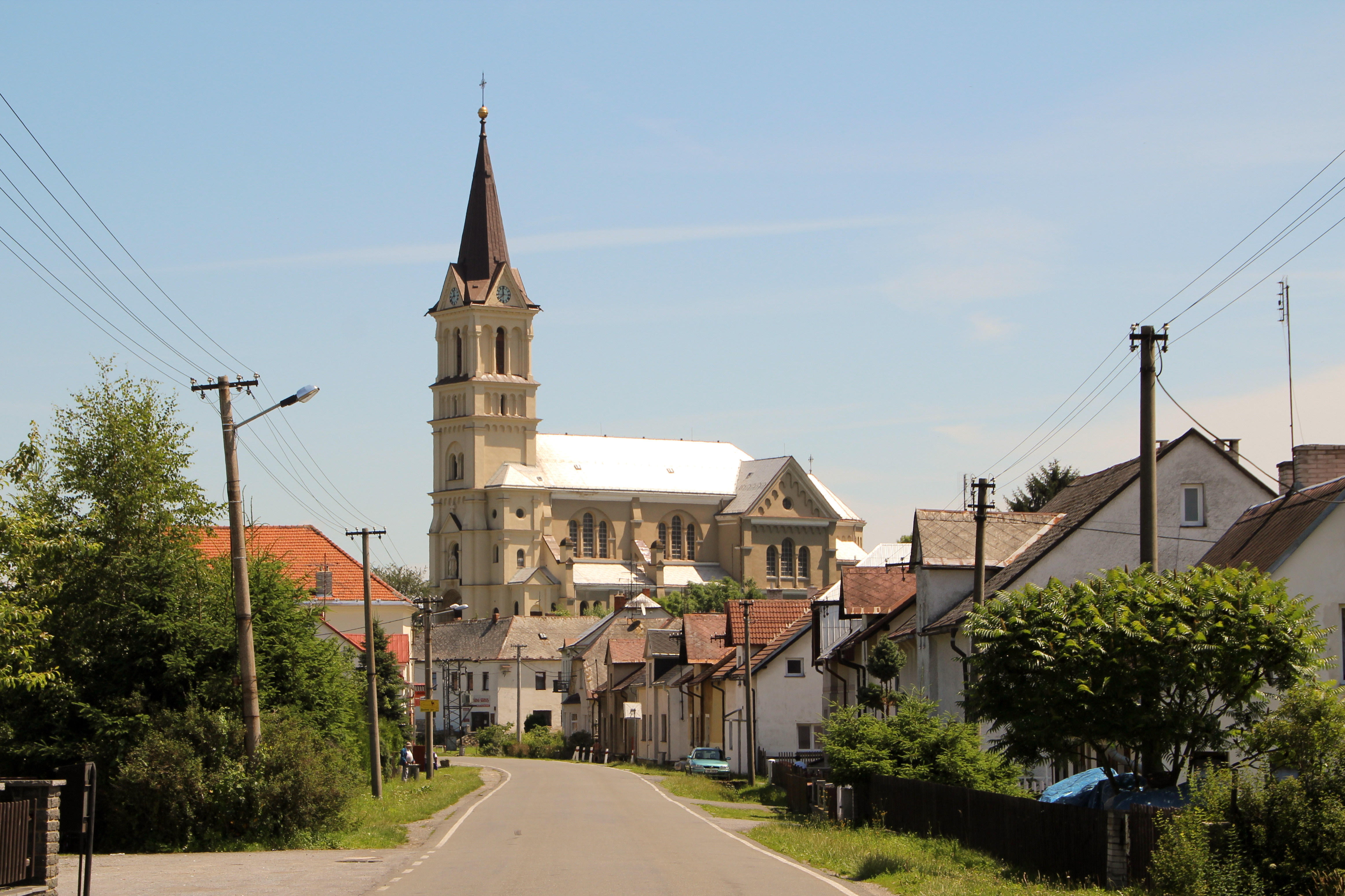
Veduta di Mikulovice

Mikulovice (in polacco Mikułowice, in tedesco Niklasdorf) è un comune della Repubblica Ceca facente parte del distretto di Jeseník, nella regione di Olomouc.